# Tomáš Burger
Tomáš Burger (* 23. září 1981) je bývalý český fotbalista, záložník. 

## Fotbalová kariéra
V české lize hrál za FK Viktoria Žižkov. Nastoupil v ligovém utkání proti FK Teplice.

## Ligová bilance
| Ročník                   | Zápasy | Góly | Klub               |
| ------------------------ | ------ | ---- | ------------------ |
| Gambrinus liga 1999/2000 | 1      | 0    | FK Viktoria Žižkov |
| CELKEM 1. česká liga     | 1      | 0    |                    |